# Khí phách anh hùng 2000
 Khí phách anh hùng 2000  là một bộ phim truyền hình Hồng Kông được chuyển thể từ tiểu thuyết Bích huyết kiếm của Kim Dung. Bộ phim được phát sóng lần đầu tiên trên kênh TVB ở Hồng Kông vào năm 2000.

## Diễn viên
Lưu ý: Tên một số nhân vật được viết bằng tiếng Quảng Đông La Mã hóa. 
- Lâm Gia Đống trong vai Viên Thừa Chí
  - Lee Chun-leung trong vai Viên Thừa Chí (trẻ)
- Xa Thi Mạn trong vai A Cửu / Công chúa Trường Bình
- Giang Hoa trong vai Hạ Tuyết Nghi
- Ngô Mỹ Hành trong vai Ôn Nghi / Wan Sin
- Âu Tử Hân trong vai Ôn Thanh Thanh / Hạ Thanh Thanh
  - Fung Ho-see trong vai Wan Sin (trẻ)
- Viên Thái Vân trong vai Hà Thiết Thủ
- Quan Bảo Tuệ trong vai Hà Hồng Dược
- Yeung Man-na trong vai On Siu-wa
  - Wong Mei-kei trong vai On Siu-Wai (trẻ)
- Lư Khánh Huy trong vai Đa Nhĩ Cổn
- Cốc Phong trong vai Muk Yan-ching
- Lạc Ứng Quân trong vai Lý Tự Thành
- Chun Wong trong vai Wong Tsan
- Lý Thành Xương trong vai Lôi Ngâm
- Lưu Đan trong vai Hoàng Thái Cực
- Huỳnh Oai trong vai Sùng Trinh Đế
- Wong Chi-wah trong vai Viên Sùng Hoán
- Lily Liu trong vai vợ của Viên Sùng Hoán
- Lee Hoi-sang trong vai Trưởng Chu
- Yu Tsi-ming trong vai Taoist Muk-song
- Wong Tin-chak trong vai Ngau Kam-sing
- Tony Kwong trong vai Kwai Sun-shu
- Ricky Wong trong vai Wan Fong-tat
- Lau Kwai-fong trong vai vợ của Wan Fong-tat
- Kiu Hung trong vai Wan Fong-yee
- Tsang Wai-wan trong vai vợ của Wan Fong-yee
- Lý Lệ Lệ trong vai Hạnh cô cô
- Lưu Giang trong vai Wan Fong-san
- La Lan trong vai vợ của Wan Fong-san
- Lee Hung-kit trong vai Wan Fong-see
- Wong Fung-leung trong vai vợ của Wan Fong-see
- Kwan Ching trong vai Wan Fong-ng
- Wong Sun-wa trong vai vợ của Wan Fong-ng
- Chan Wing-chun trong vai Sa Tin-kwong
- Jerry Ku trong vai Fu Tau-tor
- Henry Lo trong vai Sing Ching-chuk
- Yu San-kwong trong vai Cho Wah-shun
- Cheung Hon-ban trong vai Kiu Kung-lai
- June Chan trong vai Suen Chung-kwan
- Yau Biu trong vai Mui Kim-wo
- Mak Ka-lun trong vai See Bing-man
- Wong Man-piu trong vai See Bing-lit
- Lee Kwok-lun trong vai Yuk-tsan-chi
- Mã Đức Chung trong vai Lung Tin
- Mạch Trường Thanh trong vai Thiết La Hán
- Lam King-kong trong vai Wu Kwai-nam
- Tang Tse-yiu trong vai See Bing-kwong
- Chan Tik-hak trong vai Chu Hong-lau
- Lâm Phong trong vai kẻ xâm nhập (khách mời)
- Vương Vĩ Lương trong vai Mạch đà chủ